# Броварська астрономічна експедиція Вільяма Воллеса Кемпбелла
Броварська астрономічна експедиція — американська експедиція Лікської обсерваторії в місто Бровари під керівництвом Вільяма Воллеса Кемпбелла в липні-серпні 1914 року. Метою експедиції було наукове спостереження та фотографування неба під час сонячного затемнення 21 серпня 1914 року. За допомогою цих досліджень планувалося також підтвердити теорію відносності Альберта Ейнштейна.

## Передумови

Команда та родина Кемпбелла в Броварах.

Кемпбелл склав масштабний план експедиції, щоб подарувати своїм трьом синам, яких він взяв з собою, незабутні враження. Учасник експедиції Гебер Кертіс мав супроводжувати астрономічні інструменти з Нью-Йорка до Лібау, а звідти до місця спостереження затемнення у Броварах.
В той же час Кемпбелл та його родина мала здійснити подорож через Гібралтар, Неаполь та Відень і доїхати до Києва приблизно 20 липня. Якщо з затемненням все піде добре — то вони планували покинути Київ 27 серпня.
Також Кемпбелл хотів взяти участь у засіданні Астрономічного товариства, яке мало відбутися в Петербурзі та в Російській національній обсерваторії в Пулково. Потім астроном планував повернутися додому через Берлін, Париж та Лондон, щоб дати синам можливість побачити важливі обсерваторії в цих містах.
За допомогою Ейнштейна на обладнання для експедиції було зібрано 2 тисячі німецьких марок, ще 6 тисяч марок було зібрано для потреб експедиції.

## Задачі спостережень

Обладнання обсерваторії Вільяма Кемпбелла в Броварах.
Зверху праворуч — камери Vulcan,
на задньому плані ліворуч — 40-футова камера Шеберле.

1. Отримати масштабні прямі зображення корони за допомогою 40-футової камери Шеберле, щоб виявити деталі лінії для структурного руху[прояснити].
2. Записати мінливість та інтенсивність поляризованого світла в межах корони.
3. Створити за допомогою однопризмового спектрографа спектрограму загального коронального спектру для дослідження розподілу світла в ньому.
4. Створити за допомогою високодисперсійного спектрографа з високою дисперсією з трьома призмами спектрограму, щоб отримати точніше значення довжини хвилі корональної зеленої лінії.
5. Вивчити розподіл газу всередині внутрішньої корони за допомогою спектрограм, виготовлених за допомогою об'єктивного решіткового спектрографа.
6. Провести фотометрію та записати фіолетові та ультрафіолетові ділянки коронального спектру за допомогою ультрафіолетового об'єктивного спектрографа.
7. Записати спектр спалаху реверсивного шару спектрографом, що рухається.
8. Отримати пряму фотографію зовнішньої корони та корональної форми за допомогою телескопа Флойда.
9. Отримати фотографії зоряного поля за допомогою масиву з чотирьох камер, щоб перевірити відхилення зіркового світла, передбачене загальною теорією відносності Ейнштейна.
10. Здійснити пошук внутрішньо-меркурійних планет за допомогою тих самих пластинок із масиву чотирьох камер.
11. Вивчити щільність корональної речовини за допомогою двох довгофокусних камер за допомогою стандартизованих пластин. Камери були колишніми камерами Vulcan[прояснити].
12. Отримати точні записи другого та третього контактів та точні експозиції за допомогою спектрографа, що рухається, та хронографа, підключеного до 40-футової камери Шеберле та затвора спектрографа, що рухається.

## Хід експедиції

### Транспортування інструментів та команди

Облаштування обсерваторія Вільяма Кемпбелла на дачі Лавровського

Проводити дослідження у Броварах вирішили через те, що це місто знаходилось дуже близько до центральної лінії сукупності, а рухомий спектрограф потребував такого точного позиціювання.
Інструменти під наглядом Кертіса відправили окремо на кораблі «Цар», який 8 липня дійшов до порту Лібау. Гебер Кертіс та обладнання доїхали до Броварів залізницею 11 липня, тоді як Кемпбелл та інша частина команди подорожували Європою до місця призначення.

### Облаштування у Броварах

Облаштована обсерваторія Вільяма Кемпбелла в Броварах

Після чималих зусиль Кертіс розбив необхідний астрономічний майданчик у маєтку, відомому як дача Лавровського, який належав судді Лавровській. За джерелами броварської краєзнавиці Марії Овдієнко, дача розташовувалась в районі сучасної вул. Шевченка, 21. Експедиції було надано кілька будівель на цій ділянці, тому тимчасове житло та робочі кімнати споруджувати було не потрібно.
Інструменти та запаси прибули 18 липня, а Кемпбелл та решта учасників затемнення — 21 липня. Повний набір обладнання обсерваторії Ліка був зібраний дуже ретельно, тоді як місіс Кемпбелл спостерігала за управлінням табору та контролювала найманих місцевих робітників. Проживання в Броварах було описано як приємне та чудове.
Та експедицію спіткала невдача, — 21 серпня густі хмари та похмура погода повністю приховали сонячне затемнення, що не дало змогу команді Кемпбелла провести належні наукові дослідження та зробити фотознімки.

### Евакуація

Сановники, які відвідували обсерваторію Кемпбелла і допомогли команді виїхати з Броварів.

В цей же час почалась Перша світова війна, 1 серпня Німецька імперія оголосила війну Російській імперії. Одразу після невдалого дослідження експедиція поспішно спакувала своє обладнання та готувалася вирватися із зони, куди наближалась війна. Серед групи Ліка був страх, що броварчани можуть якось пов'язати американські дослідження із затемненням і початок війни, як чаклунство.
Команда Кемпбелла вирішила уникати порту Одеси через очікування, що Османська імперія оголосить війну Російській імперії і це матиме для членів експедиції небезпечні наслідки. Також вирішили не вирушати східним залізничним шляхом до Сибіру, через те, що це займе дуже багато часу. Планувалося потрапити через Балтію до Англії.
Військові при генералі Нікольському надали допомогу науковцям, організувавши перевезення залізницею інструментів до Національної обсерваторії в Пулково, де вони зберігалися протягом наступних 4 років. Тим часом члени експедиції, за допомоги Російської імператорської академії наук та професора Беклунда з обсерваторії Пулково, успішно доїхали до Петрограда, де вони сіли на пароплав, який доставив їх до Ньюкасла в Англії.
Невдача цієї експедиції та відсутність результатів через погані погодні умови була прийнята як один з наслідків війни. Кемпбелл хотів повернути інструменти до США, але не хотів завдавати їм непотрібної шкоди, транспортуючи їх через зону війни, тому вони залишалися в Російській імперії протягом всієї Першої світової війни.

## Наукове значення

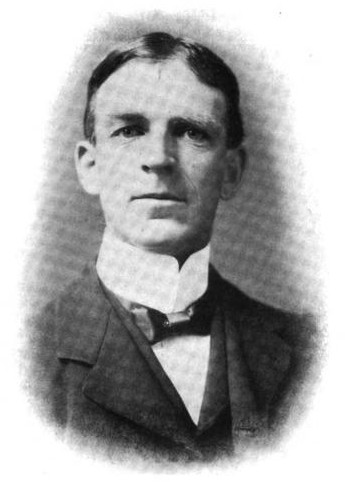
Вільям Воллес Кемпбелл

Розповідаючи про результат експедиції Кемпбелл писав:

Якби ці дві критичні хвилини були ясними, щоб ми могли принести з собою додому цінні результати, ми б навіть не думали про ті негаразди, в які ми потрапили пізніше. Я ніколи раніше не знав, як сильно астроном відчуває своє розчарування через хмари. Підготування до затемнення це важка та інтенсивна праця, і я повинен визнати, що ніколи раніше серйозно не стикався з ситуацією, коли все зіпсували хмари. Хочеться повернутися додому через чорний хід, щоб ніхто не побачив.